# Paula Narváez
Paula Narváez Ojeda (Osorno, 22 de mayo de 1972) es una psicóloga y política chilena, militante del Partido Socialista (PS). Es la actual Presidenta del Consejo Económico y Social de las Naciones Unidas, cargo que ostenta desde 2022. Asimismo, desde el 8 de junio de 2022 es la embajadora de Chile ante la Organización de las Naciones Unidas (ONU). 
Se ha desempeñado ejerciendo el cargo de jefa de gabinete de la Presidencia de la República entre 2014 y 2016, y como ministra secretaría general de Gobierno durante el segundo gobierno de Michelle Bachelet entre 2016 y 2018. Fue precandidata presidencial de su partido en la consulta ciudadana de la coalición Unidad Constituyente para la elección de noviembre de 2021 con el apoyo del Partido por la Democracia (PPD), el Partido Liberal (PL) y la plataforma Nuevo Trato (NT), en las que no resultó electa.

## Primeros años y familia
Nacida en Osorno, hija de María Luisa Ojeda Fuentealba, de profesión tecnóloga médica en oftalmología y, de Arturo Osvaldo Narváez Werner (1943-2002); dirigente sindical, miembro del Partido Comunista (posteriormente del  Partido Socialista) y regidor por la comuna de Puerto Varas (1970-1973). Paula Narváez vivió su infancia y juventud en Puerto Montt.
Realizó sus estudios de educación básica y media en el Colegio Inmaculada Concepción de dicha ciudad. Posteriormente viajó a Santiago donde estudió psicología en la Universidad Andrés Bello (UNAB), egresando en 1996. Posee un magíster en Economía y Gestión Regional de la Universidad Austral.

## Carrera política

### Inicios
Ingresó a la administración pública en la Región de Los Lagos, donde trabajó en el Servicio Nacional de la Mujer (Sernam) entre 2001 y 2004 y fue secretaría regional ministerial (Seremi) del Trabajo y Previsión Social en esa región, desde 2004, en este último cargo sería confirmada por la entrante Michelle Bachelet hasta 2010. Posteriormente trabajo en el equipo de trabajo del entonces intendente de la región Patricio Vallespín, el que duró menos de un año por la renuncia de este. Por el apoyo dado por ella a Camilo Escalona en su candidatura como senador, durante el primer gobierno de Michelle Bachelet desempeñó como encargada regional de programación. En junio de 2008 fue designada por la presidenta Bachelet como delegada presidencial para la Provincia de Palena, con motivo de la erupción del volcán Chaitén iniciada en mayo de ese año.

### Delegada en la Chaitén
Su paso por la zona quedó marcado por la polémica, ya que fue vocera de la decisión de trasladar Chaitén, idea que fue ampliamente rechazada por la comunidad chaitenina, inclusive siendo expulsada de Chaitén a principio del 2009, cuando la delegada presidencial entregaría información sobre la nueva localización de las viviendas afectadas por la catástrofe.
Ante la negativa de los pobladores de relocalizarse, Paula Narváez declararía: «Ellos niegan una parte de la realidad. Esto es un fenómeno de la naturaleza, no lo provocó el Gobierno».  Dejaría el cargo en mayo del año 2009, luego de asumir la responsabilidad por los errores de los traslados de los refugiados y por el término de las negociaciones con los habitantes de la zona. Y al año siguiente se revocó la decisión de relocalización de 5 mil chaiteninos en Santa Bárbara, dado el alto costo que significaba el proyecto.

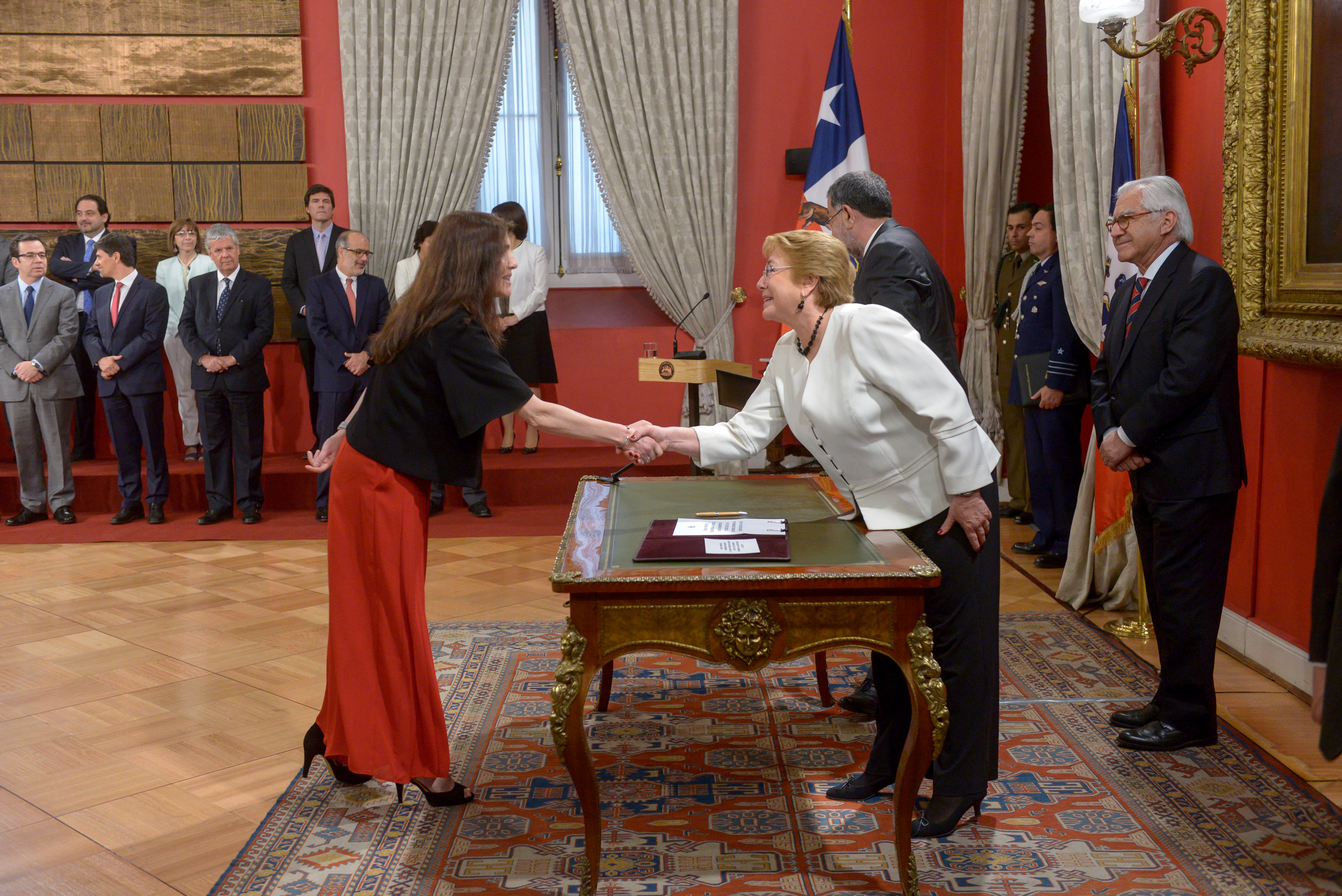
Narváez en su juramento como ministra en 2016.

### Vocera del comando de Eduardo Frei Ruiz-Tagle
En octubre de 2009 asumió como vocera del comando de Eduardo Frei Ruiz-Tagle, candidato presidencial de la Concertación, asegurando que ella seguiría la "senda" dada por el conglomerado. Por la posición que ella ocupó se dedicó a dar giras por todo el país, especialmente en la Región de Lagos. También durante una entrevista atacó al candidato de oposición, Sebastián Piñera diciendo que él actuaba de manera "infantil" y se refirió a sus anteriores problemas legales.

### Viaje a Estados Unidos e India
En 2010 viajó a la India a estudiar inglés, y a su regreso a Chile en septiembre de ese año, trabajó en la «Fundación Dialoga». 
En 2011 viajó a los Estados Unidos para cursar un máster en Estudios Latinoamericanos de la Universidad de Georgetown y además realizar una pasantía en ONU Mujeres, donde fue asesora en programas para América Latina y el Caribe.

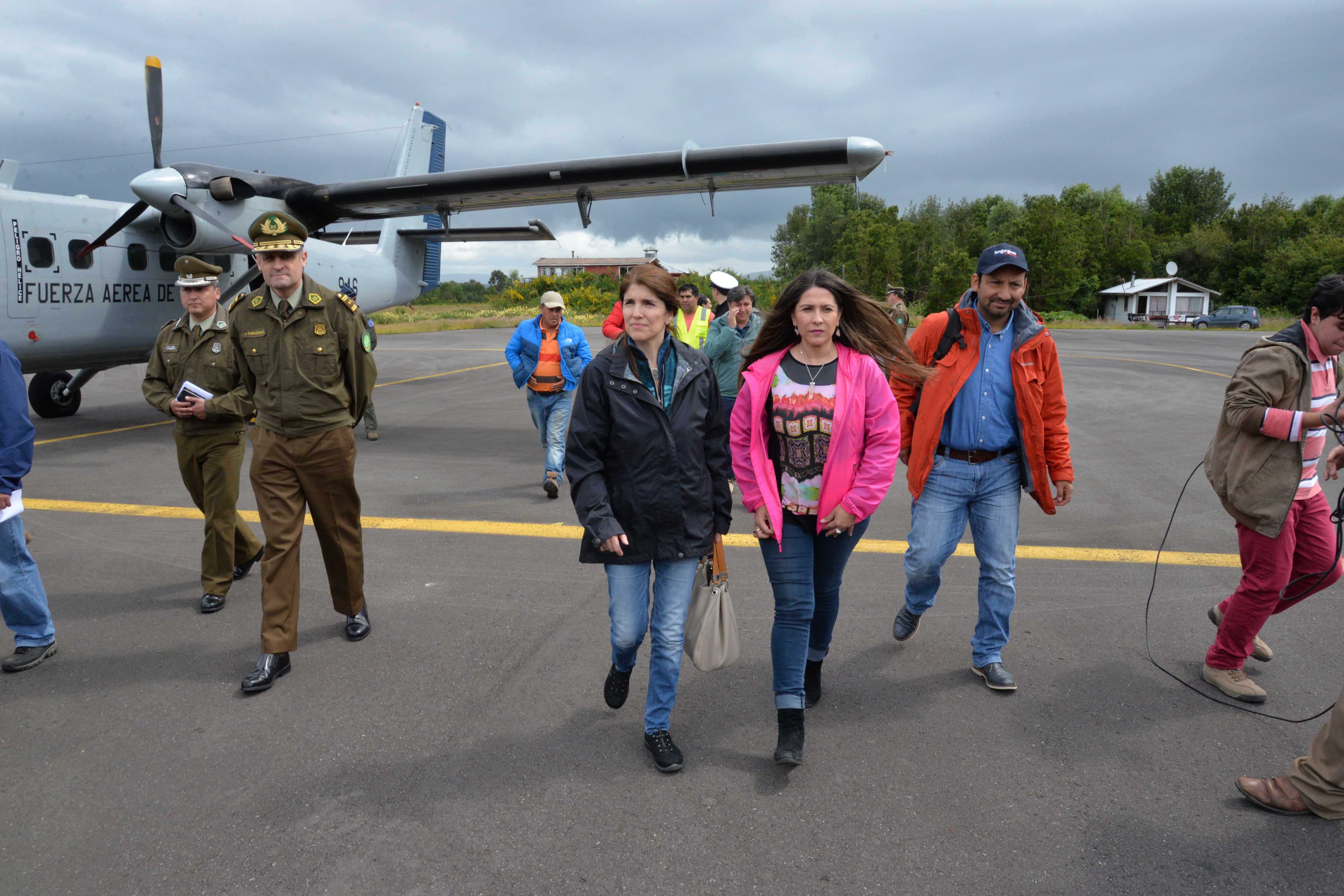
Ministra Narváez recorriendo la Región de Los Lagos afectada por el Terremoto de Chiloé de 2016.

### Segundo gobierno de Michelle Bachelet
Regresó a Chile en 2014, al ser designada jefa de gabinete del segundo gobierno de Michelle Bachelet, iniciando el 11 de marzo de ese año. Estuvo en el cargo hasta julio de 2014, debido a su embarazo de mellizas, siendo reemplazada por Ana Lya Uriarte. El 18 de noviembre de 2016 fue nombrada por Bachelet como ministra Secretaria General de Gobierno, en reemplazo de Marcelo Díaz, dejando el cargo el 11 de marzo de 2018, al finalizar el gobierno de Bachelet.

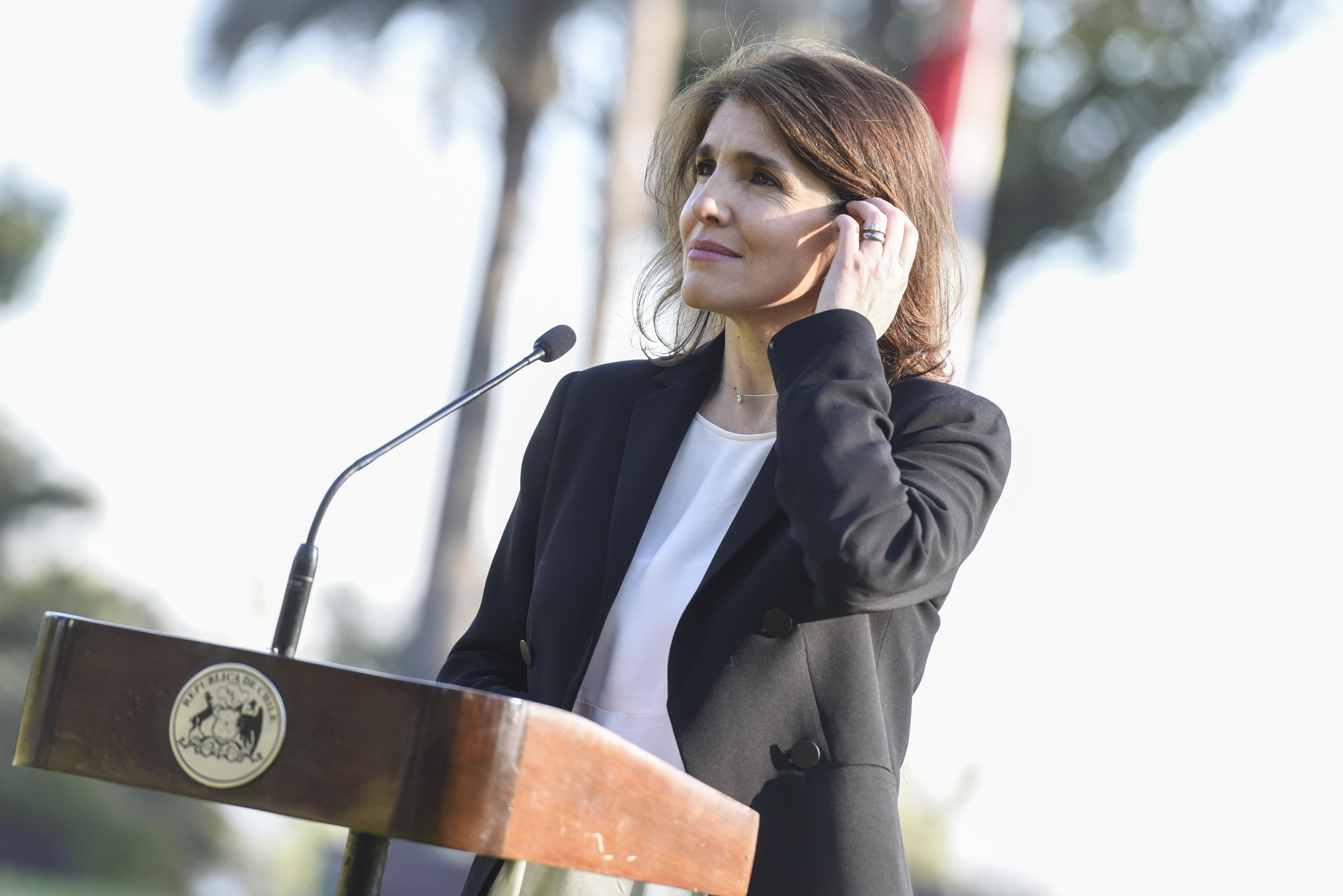
Narváez durante la Cuenta Pública 2017 de la Presidenta Michelle Bachelet

### Apoyo a Alejandro Guillier
Ha defendido férreamente la gestión de Bachelet, al punto que fue cuestionada por la misma Nueva Mayoría en 2017, cuando tras la derrota de Alejandro Guillier frente a Piñera, Narváez afirmó: «Sufrimos una enorme derrota electoral, pero la derrota política está por verse», argumentando que pese al resultado "el proyecto político del progresismo está vigente en Chile” por las reformas que impulsadas por la presidenta Bachelet.
Se desempeñó como asesora especialista en participación política de las mujeres para América Latina y el Caribe de la ONU, desde el 17 de septiembre de 2018.

### Precandidatura presidencial
En diciembre de 2020, un grupo de militantes de base del Partido Socialista redactó una carta titulada Nunca Más Sin Nosotras, proponiendo a Paula Narváez como candidata presidencial para las elecciones de 2021 y demandando más participación ciudadana a nivel país.   A la fecha, la carta recibió más de tres mil firmas en Change.org, y fue suscrita por distintas personalidades como la expresidenta Michelle Bachelet.

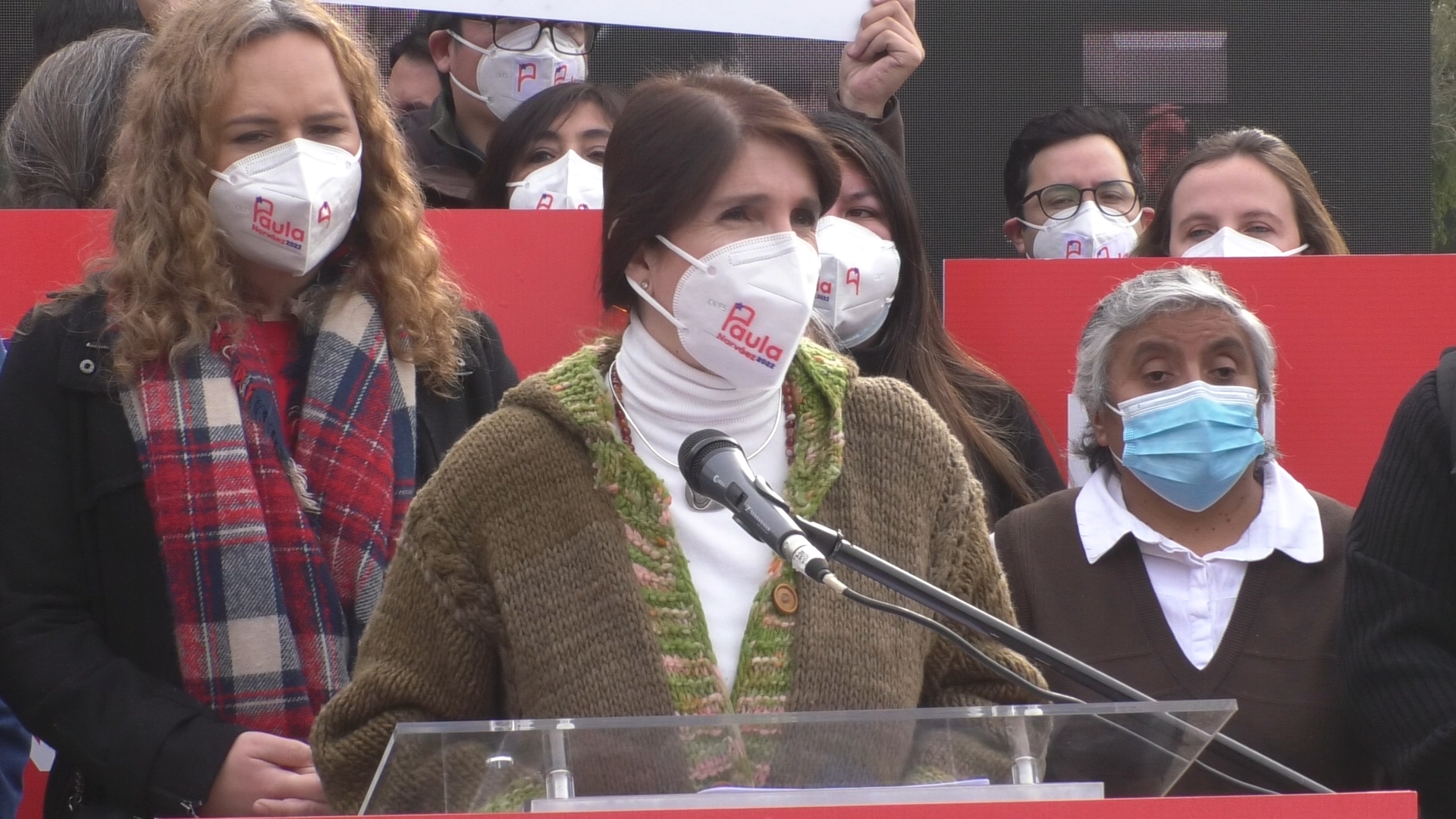
Paula Narváez en su comando, 2021

El 13 de enero de 2021, Narváez comunicó en su cuenta de Twitter su decisión de postularse como precandidata presidencial por su partido, escribiendo: «Desde mi querida Región de Los Lagos, agradezco a todos los que con su fuerza y convicción se han sumado a la iniciativa de que asuma un deber con Chile. He decidido ponerme al servicio de ustedes y de mi país. Postularé a la precandidatura presidencial en primarias abiertas y ciudadanas». En abril de 2021, Narváez recibió el apoyo de varios famosos del área de la cultura, entre ellos se encuentran; el actor Héctor Noguera, la actriz Claudia Di Girolamo, la compositora Isabel Parra, entre otros.
Como candidata presidencial del PS, PPD, PL y NT, presentó su programa de gobierno en junio de 2021, el cual contaba con más de 400 medidas Entre las destacadas, la exministra proponía la creación de 5 empresas públicas para impulsar una "nueva estrategia de desarrollo", las cuales pudieron ser la Banca Pública de Desarrollo, la Empresa Nacional de Litio, la Empresa Nacional de Hidrógeno Verde, la Agencia Nacional Digital y Codelco-Innova. Su candidatura fue disputada por Carlos Maldonado Curti (exministro de Bachelet y presidente del Partido Radical), y por Yasna Provoste (presidenta del Senado y militante de la Democracia Cristiana), todos parte de la coalición Unidad Constituyente. Debido a esta disputa se realizaron primarias electorales en agosto para decidir candidato de la coalición, en la que perdió obteniendo el segundo lugar.

### Embajadora de Chile ante las ONU
El 31 de marzo de 2022, el presidente de Chile, Gabriel Boric, designó a Paula Narváez como embajadora de Chile ante la Organización de las Naciones Unidas. Asumió el cargo el 8 de junio de ese mismo año.

## Vida personal
Asiste regularmente al Templo Hindú de Santiago, dirigido por el sacerdote brahmán Mahraj Ravi Kewlani. Se casó en 2012 con Javier Graciano Rico Pinto y es madre de mellizas; Violeta y Antonia (n. 2015).

## Historial electoral

### Consulta ciudadana de Unidad Constituyente de 2021
- Consulta ciudadana de Unidad Constituyente de 2021, para nominar al candidato presidencial para las elecciones presidenciales de 2021.[38]

| Candidato                | Partido | Apoyo político | Votos  | %    | Resultado |
| ------------------------ | ------- | -------------- | ------ | ---- | --------- |
| Yasna Provoste Campillay | PDC     | PDC-CIU        | 91 789 | 60,8 | Nominada  |
| Paula Narváez Ojeda      | PS      | PS-PPD-PL-NT   | 40 161 | 26,6 |           |
| Carlos Maldonado Curti   | PR      | PR             | 18 931 | 12,5 |           |